# Franciszek Lubelski

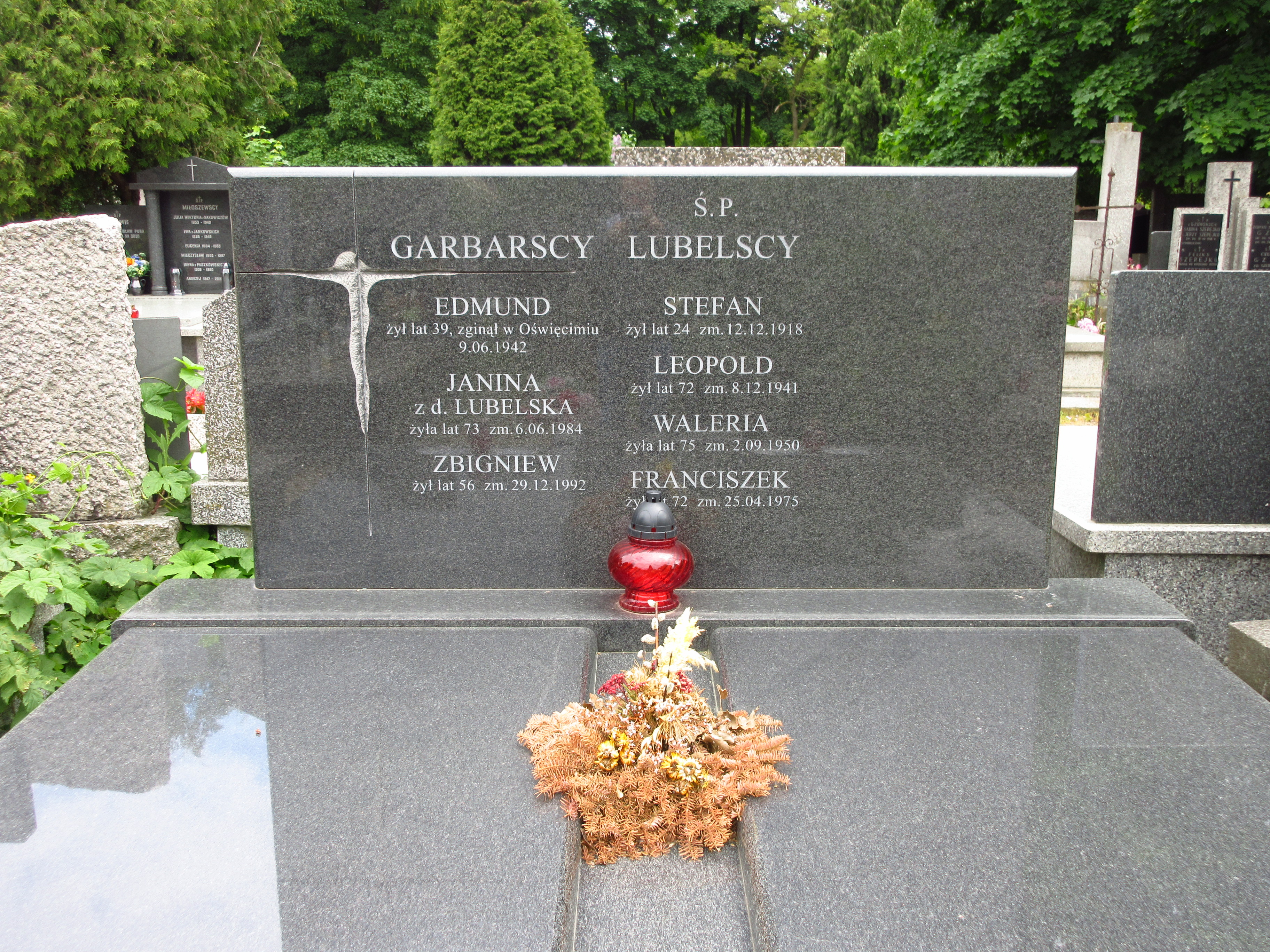
Grób Franciszka Lubelskiego na cmentarzu Bródnowskim

Franciszek Lubelski (ur. 29 marca 1903 w Warszawie, zm. 25 kwietnia 1975 tamże) – polski aktor teatralny.

## Życiorys
Urodził się w rodzinie Leopolda (zm. 1941) i Walerii (zm. 1950) Lubelskich. Po ukończeniu szkoły średniej kontynuował naukę na Kursach Wokalno-Dramatycznych Heleny Hryniewieckiej. W 1931 występował w Teatrze Melodram w Warszawie. Następnie wyjechał do Kalisza gdzie występował w Teatrze im. Wojciecha Bogusławskiego przez jeden sezon. Po powrocie do Warszawy grał w Teatrze im. Żeromskiego i Comoedia, a pomiędzy 1935 a 1937 na scenach peryferyjnych i dorywczo w Teatrze Ateneum. W sezonie 1937/1938 był aktorem Teatru Objazdowego w Stanisławowie, a w kolejnym w Teatrze Miejskim w Sosnowcu i równocześnie na scenie teatru w Częstochowie. Na sezon 1939/1940 otrzymał angaż do Teatru im. Juliusza Słowackiego w Lublinie, ale po wybuchu II wojny światowej powrócił do Warszawy i znalazł zatrudnienie w składzie aptecznym.
Pomiędzy 1945 a 1949 był związany z Miejskimi Teatrami Dramatycznymi, a następnie do 1955 z Teatrem Powszechnym, w kolejnym sezonie grał w Teatrze Ludowym, a następnie do przejścia na emeryturę w 1969 grał w Teatrze Ziemi Mazowieckiej. W 1968 wystąpił w spektaklu Teatru Telewizji Notes w reż. Jerzego Antczaka. 
19 stycznia 1955 na wniosek Ministra Kultury i Sztuki został odznaczony Medalem 10-lecia Polski Ludowej.
Był mężem Kazimiery z Jabłońskich.
Zmarł w Warszawie, pochowany na cmentarzu Bródnowskim (kwatera 58E-2-26).